# Hassi Ehl Ahmed Bechne
Pour les articles homonymes, voir Hassi.
Hassi Ehl Ahmed Bechne est une commune de Mauritanie située dans le département de Kobenni de la région de Hodh El Gharbi.